# Joe Locke
Joseph „Joe” William Locke (ur. 24 września 2003 w Douglas) – brytyjski aktor.
Wystąpił w roli Charliego Springa w serialu młodzieżowym Netfliksa Heartstopper i w roli Wiccana w miniserialu To zawsze Agatha z uniwersum Marvela.

## Kariera
Wziął udział w National Theatre Connections 2020, a także wystąpił w przedstawieniach w Gaiety Theatre i w grupie młodzieżowej Kensington Art Centre.
Jako aktor telewizyjny zadebiutował u boku Kita Connora główną rolą Charlesa „Charliego” Springa w serialu Netfliksa Heartstopper (2022–2024), będącym adaptacją webkomiksu i powieści graficznej o tym samym tytule autorstwa Alice Oseman. Został wybrany spośród 10 tys. innych potencjalnych aktorów, którzy zgłosili się do roli w otwartym castingu. W czasie kręcenia filmu miał 17 lat, ale wcielił się w rolę 14-15-letniego ucznia angielskiego gimnazjum dla chłopców.
Został obsadzony w serialu Disney+ To zawsze Agatha (2024), telewizyjnym spin-offie produkcji WandaVision od Marvel Studios. Wcielił się w postać gotyckiego tajemniczego bohatera, który później zostaje ujawniony jako William Kaplan, a ostatecznie jako superbohater Wiccan.
W styczniu 2024 objął rolę Tobiasa Ragga w broadwayowskiej inscenizacji musicalu Sweeney Todd: The Demon Barber of Fleet Street.

## Życie prywatne
Urodził się w Douglas na Wyspie Man. Uczęszczał do Ballakermeen High School. W kwietniu 2022 powiedział w programie "This Morning" telewizji ITV, że uczy się do egzaminów A Level.
W wieku 12 lat ujawnił na Instagramie, że jest osobą homoseksualną, jednak usunął wpis po ujawnieniu tego faktu rodzinie, bo doszedł do wniosku, że nie jest jeszcze psychicznie gotowy, by ujawnić ten fakt obcym. Trzy lata później ponownie ujawnił się jako osoba homoseksualna. W późniejszym okresie opowiadał o swoich doświadczeniach jako młodego geja z Wyspy Man i podobieństwie jego przeżyć z historią granego przez niego Charliego w Heartstopperze.
Będąc w szkole średniej, wraz z trzema innymi uczniami wystosował petycję do przedstawicieli rządu, aby ponownie otworzyć debatę na temat możliwości przyjęcia uchodźców z Syrii.
Latem 2022 zaapelował o zniesienie powszechnego zakazu oddawania krwi przez mężczyzn homoseksualnych na Wyspie Man. Minister zdrowia tej wyspy, Lawrie Hooper, ogłosił w sierpniu 2022, że rząd zmieni tę zasadę.

## Filmografia
| Rok       | Tytuł                      | Rola                     | Uwagi                   | Źródło        |
| --------- | -------------------------- | ------------------------ | ----------------------- | ------------- |
| 2022–2024 | Heartstopper               | Charles "Charlie" Spring | główna rola; 24 odcinki | [ 28 ] [ 29 ] |
| 2024      | Wielkie brytyjskie wypieki | On sam                   | 1 odcinek               | [ 30 ]        |
| 2024      | To zawsze Agatha           | Billy Maximoff           | główna rola             | [ 31 ] [ 32 ] |

### Teatr
| Rok  | Tytuł        | Rola        | Teatr                   | Źródło |
| ---- | ------------ | ----------- | ----------------------- | ------ |
| 2022 | The Trials   | Noah        | Donmar Warehouse        | [ 33 ] |
| 2024 | Sweeney Todd | Tobias Ragg | Lunt-Fontanne, Broadway | [ 34 ] |

## Nagrody i nominacje
| Rok  | Nagroda                           | Kategoria                        | Rola                     | Film/Serial  | Rezultat  | Źródło |
| ---- | --------------------------------- | -------------------------------- | ------------------------ | ------------ | --------- | ------ |
| 2022 | Children’s and Family Emmy Awards | Wybitne wykonanie roli głównej   | Charles "Charlie" Spring | Heartstopper | Nominacja | [ 35 ] |
| 2022 | National Television Awards        | Wschodząca gwiazda               | Charles "Charlie" Spring | Heartstopper | Nominacja | [ 36 ] |
| 2023 | Queerty Awards                    | Rola telewizyjna                 | Charles "Charlie" Spring | Heartstopper | Wygrana   | [ 37 ] |
| 2023 | WhatsOnStage Awards               | Najlepszy profesjonalny debiut   | Noah                     | The Trials   | Wygrana   | [ 38 ] |
| 2024 | Broadway.com Audience Awards      | Najlepsze zastępstwo (mężczyźni) | Tobias Ragg              | Sweeney Todd | Nominacja | [ 39 ] |